# Leutingewolde
Leutingewolde est un village situé dans la commune néerlandaise de Noordenveld, dans la province de Drenthe. Le 1er janvier 2008, le village comptait 152 habitants.